# Фридль, Марко
Ма́рко Фридль (нем. Marco Friedl; родился 16 марта 1998 года в городе Кирхбихль, Австрия) — австрийский футболист, защитник и капитан немецкого клуба «Вердер» и сборной Австрии.

## Клубная карьера

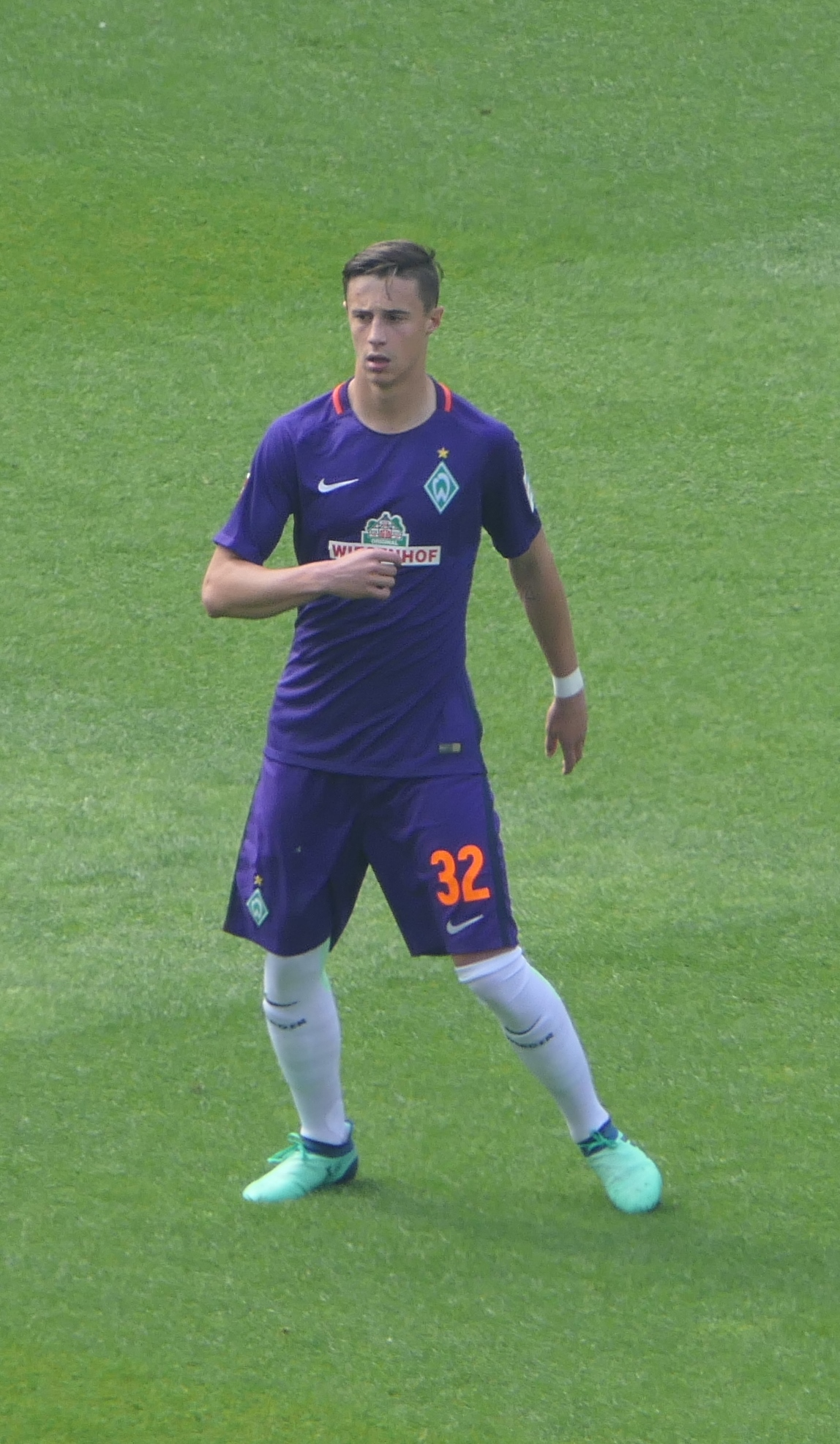
Фридль в составе «Вердера»

Фридль — воспитанник клубов «Кирхбиль» и «Куфштайн». В 2008 году Марко начал заниматься в академии немецкой «Баварии», а затем выступать за команду дублёров. 25 ноября 2017 года в матче против мёнхенгладбахской «Боруссии» он дебютировал в немецкой Бундеслиге. В том же году он стал обладателем Суперкубка Германии. В начале 2018 года Фридль для получения игровой практики на правах аренды перешёл в «Вердер». 2 марта в матче против мёнхенгладбахской «Боруссии» он дебютировал за новую команду.

## Международная карьера
В 2019 году в составе молодёжной сборной Австрии Фридль принял участие в молодёжном чемпионате Европы в Италии. На турнире он сыграл в матчах против команд Дании и Германии.
7 октября 2020 года дебютировал за сборную Австрии в домашнем товарищеском матче против сборной Греции (2:1), выйдя в стартовом составе и отыграв все 90-й минут.

## Достижения
Командные
«Бавария»
- Обладатель Суперкубка Германии — 2017